# Mărunțiș, Prahova
Mărunțiș este o localitate componentă a orașului Urlați din județul Prahova, Muntenia, România.